# Maurice Constantin-Weyer
Maurice Constantin-Weyer (* 24. April 1881 in Bourbonne-les-Bains als Maurice Constantin; † 18. Oktober 1964 in Vichy) war ein französischer Schriftsteller.
Nach der Heirat 1920 hängte er den Namen seiner zweiten Frau Germaine Weyer an seinen Namen an und nannte sich und veröffentlichte unter Constantin-Weyer.

## Leben
Constantin-Weyer ging in Paris und Avignon zur Schule, interessierte sich für Naturgeschichte und begann nach einem Besuch bei dem Entomologen Jean-Henri Fabre 1898 an der Sorbonne Naturwissenschaft und Medizin zu studieren. 1901 brach er das ab und leistete seinen Militärdienst. Er lebte von 1902 bis 1914 in einem kleinen, hauptsächlich französischsprachigen Dorf in Manitoba in Kanada, was viele seiner Bücher beeinflusste.
1907 wurde er kanadischer Staatsbürger. Er holte auch seine Mutter und Schwester nach, die seinen Freund heiratete, den Maler Raoul Devillario, der ebenfalls mit Constantin-Weyer nach Kanada ausgewandert war. 1910 heiratete er in erster Ehe Dinah Proulx, mit der er drei Kinder hatte. Später trennte er sich von ihr. Er schlug sich als Trapper, Pelz- und Pferdehändler, Journalist, Holzfäller und Köhler durch. 1914 meldete er sich freiwillig für den Ersten Weltkrieg, er wurde Offizier, wurde schwer verwundet, erhielt hohe Auszeichnungen (u. a. zum Ritter der Ehrenlegion) und kämpfte an der Front in Verdun und in Saloniki. Nach dem Krieg blieb er in Frankreich als Journalist, er wurde Leiter der Zeitschrift Paris-Centre in Nevers, danach Chefredakteur des Journal du Centre et de l’Ouest in Poitiers. Nach dem Erfolg seiner ersten Romane ab 1931 arbeitete er als Schriftsteller. Er lebte dann in Orléans und später in Vichy. Mit seiner zweiten Frau hatte er zwei weitere Kinder.
Seine Romane sind meistens Abenteuergeschichten, die im kanadischen Westen spielen. Er veröffentlichte darüber hinaus Kurzgeschichten, Essays, Theaterstücke, Biographien (zum Beispiel über Samuel de Champlain, Robert Cavelier de La Salle, Napoleon, Shakespeare), Filmskripte und Sachbücher. Er übersetzte auch aus dem Englischen.
1928 erhielt er für seinen Roman Un homme se penche sur son passé den Prix Goncourt. Er spielt in der Prärie Kanadas Anfang des 20. Jahrhunderts und verbindet Naturschilderungen und Schilderungen des harten Lebens in der Wildnis mit einer Liebesgeschichte. Der Roman verkaufte sich in über 100.000 Exemplaren und wurde 1958 verfilmt, unter der Regie von Willy Rozier, mit Jacques Bergerac und Barbara Rütting, deutscher Titel Liebe im Sturm. Auch zwei weitere seiner Romane wurden verfilmt: La loi du nord, 1939, als La piste du nord von Jacques Feyder mit Michèle Morgan und Charles Vanel und Un sourire dans la tempête, 1950, durch René Chanas.
Er war auch als Aquarell-Maler tätig.

## Werke (Auswahl)
- Un homme se penche sur son passé. Rieder 1928
  - Übers. Hermann Strehle: … ein Blick zurück und dann …. Propyläen, Berlin 1929
- La Bourrasque, 1925
- Vers l'ouest', 1921
- Cavalier de La Salle, 1927
- Clairière. Récits du Canada. 1929
- Cinq éclats de Silex
  - Übers. Hermann Strehle: Kanadische Nächte. A. Blau, Berlin 1929
- Un sourire dans la tempête, 1934
- Die Geschichte des Siedlers Jean Baptiste in Kanada, in Atlantis. Länder, Völker, Reisen. Hg. Martin Hürlimann. Jg. 7, Heft 5, Mai 1935
- La Loi du nord ou Telle qu’elle était en son vivant, 1936
- Le Maître de la route.
  - Übers. Carl Albert Loosli: Der Herr der Strasse. Roman. Hallwag, Bern 1943
- L' âme allemande. 1945

## Verfilmungen
- 1940: Das Gesetz des Nordens (La loi du nord)
- 1950: Ein Lächeln im Sturm (Un sourire dans la tempête)
- 1957: Schwarzer Stern in weißer Nacht (Un homme se penche sur sa passé)
- 1995: Die Liebenden von Red River (Rivière Rouge)